# Gehörnte Stachelschnecke
Die Gehörnte Stachelschnecke (Bolinus cornutus), wie einige verwandte Arten auch Purpurschnecke genannt, ist eine Schnecke aus der Familie der Stachelschnecken (Gattung Bolinus), die an der afrikanischen Atlantikküste verbreitet ist.

## Merkmale
Das aschbraune bis weißliche, mit gelben oder rotbraunen Bändern überzogene Schneckenhaus von Bolinus cornutus ist groß und kolbenförmig. Es hat einen bauchigen Körperumgang, ein stark abgeflachtes Gewinde und einen langen Siphonalkanal. Der Körperumgang trägt sieben Reihen mit zwei oder drei hörnerartig nach hinten gebogenen hohlen Stacheln, der Siphonalkanal ist mit einzelnen kurzen Stacheln besetzt. Bei ausgewachsenen Schnecken erreicht das Haus eine Länge von bis zu 20 cm. Das Operculum ist hornig.

## Verbreitung
Die Gehörnte Stachelschnecke tritt an der Atlantikküste Afrikas auf, unter anderem in Angola und Gabun.

## Lebensraum und Lebensweise
Die Gehörnte Stachelschnecke lebt auf Sand und Schlammboden vom seichten Wasser bis 200 m Tiefe. Wie andere Stachelschnecken lebt Bolinus cornutus vor allem von sessilen schalentragenden Tieren.

## Bedeutung für den Menschen
Bolinus cornutus, lange Zeit unter dem Originalnamen Murex cornutus von Linné bekannt, bildet wie andere Purpurschnecken ein milchiges Sekret, das zur Beutejagd, Verteidigung und zum Schutz der Eier gegen Mikroben dient. Die farblose Substanz wird an der Luft zunächst grün und später purpurrot. Deswegen kann die Gehörnte Stachelschnecke als Purpurlieferant genutzt werden.